# Трибистово (Посушје)
Трибистово је насељено мјесто у Босни и Херцеговини у општини Посушје које административно припада Федерацији Босне и Херцеговине. Према попису становништва из 1991. у насељу је живјело 273 становника.

## Историја
Током дочека Нове 2021. године, у Трибистову је услед гушења настрадало осморо хрватских студената, четири младића и четири девојке. У Хрватској је тим поводом 5. јануар проглашен даном жалости.

## Становништво
| Етнички састав према попису из 2013.‍ | Етнички састав према попису из 2013.‍ | Етнички састав према попису из 2013.‍ | Етнички састав према попису из 2013.‍ | Етнички састав према попису из 2013.‍ |
| ------------------------------------ | ------------------------------------ | ------------------------------------ | ------------------------------------ | ------------------------------------ |
|                                      |                                      |                                      |                                      |                                      |
| Хрвати                               | Хрвати                               |                                      | 178                                  | 100,00%                              |
| Укупно: 178                          |                                      |                                      |                                      |                                      |

| Демографија | Демографија | Демографија |
| Година      | Становника  | Становника  |
| ----------- | ----------- | ----------- |
| 1991.       | 273         |             |
| 2013.       | 178         |             |